# إيتاتيم
إيتاتيم (بالبرتغالية: Itatim)؛ بلدية في ولاية باهيا في المنطقة الشمالية الشرقية من البرازيل.